# Braccagni

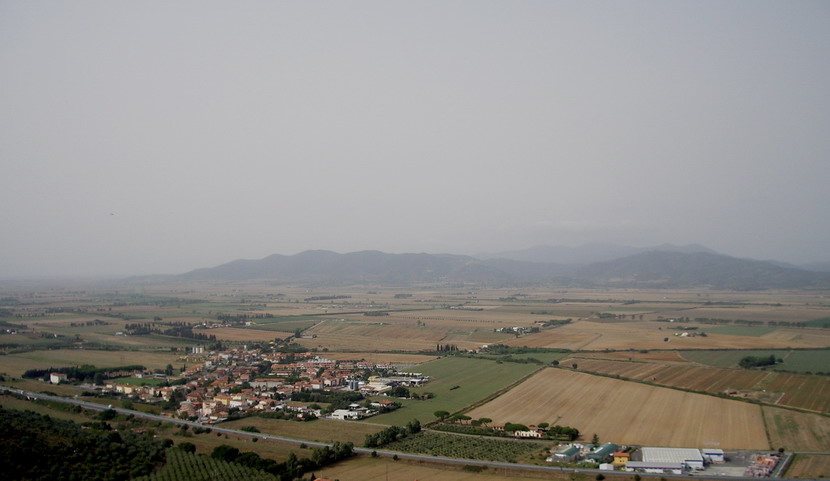
Braccagni

Braccagni (Italiano: [brakˈkaɲɲi]), é uma moderno fração da cidade de Grosseto, posicionada na parte norte do território comunal, no fundo da colina de Montepescali.